# Bobicești
Bobiceşti è un comune della Romania di 3 390 abitanti, ubicato nel distretto di Olt, nella regione storica dell'Oltenia. 
Il comune è formato dall'unione di 8 villaggi: Bechet, Belgun, Bobicești, Chintești, Comănești, Govora, Leotești, Mirila.